# Robert Baillie
Robert Baillie (Glasgow, 30 de abril de 1602 — Glasgow, 1662) foi um teólogo escocês.

## Biografia
Baillie nasceu em Glasgow, filho de Baillie de Jerviston, North Lanarkshire. Graduou-se em Glasgow em 1620 e se entregou ao estudo de Teologia. Em 1631, depois de ordenar-se na Igreja da Escócia e ter atuado por alguns anos como diretor na Universidade, foi designado para nova missão pastoral em Kilwinning, Ayrshire. Seus conhecimentos logo fizeram dele um líder. Em 1638, foi eleito membro da Assembleia de Glasgow, quando o presbiterianismo foi restabelecido na Escócia, e logo depois acompanhou Leslie e o exército escocês como capelão ou pregador. Em 1642, Baillie foi nomeado Professor de Teologia na Universidade de Glasgow, e no ano seguinte foi selecionado como um dos cinco clérigos escoceses que foram enviados para a Assembleia de Westminster.
Em 1649, Baillie foi um dos comissários enviados à Holanda com o propósito de convidar Carlos II a retornar para a Escócia e de fixar os termos de sua admissão no governo. Continuou a tomar parte ativa em todas as pequenas disputas da Igreja da Escócia e em 1661, foi nomeado Diretor da Universidade de Glasgow. Morreu em agosto do ano seguinte, sendo sua morte provavelmente acelerada por seu firme empenho em estabelecer o Governo Episcopal na Escócia.

## Obras
Baillie foi um homem de grande erudição e talento; seus pontos de vista eram sábios e temperados ao invés de extremos, e desempenhou um papel secundário nos eventos agitados da época. Suas Letters, pelas quais ele é atualmente lembrado, são de grande importância histórica, e dão uma imagem muito viva de um período de grande importância na história escocesa.
Uma biografia completa e uma relação de todos os seus escritos são encontrados na edição de David Laing das Letters and Journals of Robert Baillie (1637–1662). Entre suas obras estão Ladensium αὐτοκατάκρισις, uma resposta ao Lysimachus Nicanor de John Corbet na forma de um ataque a William Laud e seu sistema, em resposta a uma publicação que acusava os covenanters de jesuitismo.
Anabaptism, the true Fountain of Independency, Brownisme, Antinomy, Familisme, etc., um sermão, no qual ele critica a ascensão das primeiras Igrejas Batistas na Inglaterra, como aquelas lideradas por Thomas Lambe; An Historical Vindication of the Government of the Church of Scotland; The Life of William (Laud) now Lord Archbishop of Canterbury Examined (Londres, 1643); A Parallel of the Liturgy with the Mass Book, the Breviary, the Ceremonial and other Romish Rituals (Londres, 1661).
- La densivm AUTOKATAKRISIS : the Canterburians self-conviction ... : with a postscript for the personat Jesuite Lysimachus Nicanor (1641) https://archive.org/details/ladensivmautokat00bail
- A dissuasive from the errours of the time : wherein the tenets of the principall sects, especially of the Independents, are drawn together in one map, for the most part in the words of their own authours and their maine principles are examined by the touch-stone of the Holy Scrptures [sic] (1645) https://archive.org/details/dissuasivefromer00bail
- Errours and induration are the great sins and the great judgements of the time : preached in a sermon before the Right Honourable House of Peers, in the Abbey-Church at Westminster, 30 July 1645, the day of the monethly fast (1645) https://archive.org/details/erroursind00bail
- Operis historici et chronologici libri duo : in quibus historia sacra & profana compendiosè deducitur ex ipsis fontibus, a creatione mundi ad Constantinum Magnum, & quaestiones ac dubia chronologica, quae ex V. & N. Testamento moveri solent, breviter & perspicuè explicantur & vindicantur. Una cum tribus diatribis ... (MDCLXVIII [1668]) https://archive.org/details/operishistoricie00bail
- The letters and journals of Robert Baillie ... 1637–1662 (Volume 1) (1841)
- The letters and journals of Robert Baillie ... 1637–1662 (Volume 2) (1841)
- The letters and journals of Robert Baillie ... 1637–1662 (Volume 3) (1841)

## Família
Baillie casou duas vezes:
- A primeira vez com Lilias Fleming, da família de Cardarroch, com quem teve um grande número de filhos, mas apenas cinco sobreviveram a ele; morreu em junho de 1653.
- Sua segunda esposa foi a senhora Wilkie, viúva, filha de um ex-diretor da universidade, John Strang; com quem teve uma filha, Margaret, que se tornou esposa de Walkinshaw de Barrowfield, e avó de Henry Home, Lorde Kames. Outra descendente foi Clementina Walkinshaw, amante de Carlos Eduardo Stuart.

## Leituras adicionais
- David Stevenson (2004). «Baillie, Robert (1602–1662)». Oxford Dictionary of National Biography online ed. Oxford University Press. Cópia arquivada em 16 de novembro de 2013